# Högsby (đô thị)
Đô thị Högsby (Högsby kommun) là một đô thị ở hạt Kalmar, đông nam Thụy Điển. Thủ phủ nằm ở thị xã Högsby.
Năm 1969, Fagerhult và Högsby được hợp nhất và được lập thành một đô thị trong cuộc cải cách đô thị năm 1971.
Đô thị Högsby có dân số ít nhất trong các đô thị của hạt Kalmar 
Đô thị này bao gồm các khu vực rừng và hồ nước, một số khu vực là khu bảo tồn động thực vật quý hiếm.

## Các đơn vị dân cư trực thuộc
Có 5 khu vực đô thị (cũng gọi là Tätort hay đơn vị địa phương) ở đô thị Högsby.
Bảng dưới đây liệt kê các đơn vị trực thuộc của đô thị này theo quy mô dân số thời điểm 31 tháng 12 năm 2005. Thủ phủ được bôi đậm.
| # | Địa phương | Dân số |
| - | ---------- | ------ |
| 1 | Högsby     | 1.965  |
| 2 | Berga      | 785    |
| 3 | Ruda       | 608    |
| 4 | Fågelfors  | 465    |
| 5 | Fagerhult  | 235    |